# امیلی تووی
امیلی تووی (به انگلیسی: Emily Thouy؛ متولد ۲۶ ژانویه ۱۹۹۳) کاراته‌کای فرانسوی است. در مسابقات کاراته قهرمانی جهان ۲۰۱۶ که در لینتس، اتریش برگزار شد، او در کومیته ۵۵ کیلوگرم بانوان قهرمان جهان شد.

## حرفه
وی در مسابقات کاراته قهرمانی جهان ۲۰۱۲ که در پاریس، فرانسه برگزار شد، در مسابقات کومیته تیمی زنان مدال طلا را از آن خود کرد. دو سال بعد، او در مسابقات کاراته قهرمانی جهان ۲۰۱۴ که در برمن، آلمان برگزار شد، در کومیته ۵۵ کیلوگرم بانوان مدال نقره را بدست آورد.
در سال ۲۰۱۵، او در بازی‌های اروپایی ۲۰۱۵ که در باکو، جمهوری آذربایجان برگزار شد، در کومیته ۵۵ کیلوگرم بانوان صاحب مدال طلا شد. در بازی نهایی، او جلنا کوواچویچ از کرواسی را شکست داد. در مسابقات جهانی ۲۰۱۷ که در وروتسواف، لهستان برگزار شد، او در مسابقات کومیته ۵۵ کیلوگرم بانوان رقابت کرد اما در برابر سارا کاردین از ایتالیا شکست خورد و موفق به کسب مدال برنز نشد.